# Grace Umelo
Grace Umelo (* 10. Juli 1978) ist eine ehemalige nigerianische Leichtathletin, die sich auf den Weitsprung spezialisiert hat.

## Sportliche Laufbahn
Erste internationale Erfahrungen sammelte Grace Umelo vermutlich im Jahr 1996, als sie bei den Afrikameisterschaften in Yaoundé mit einer Weite von 6,13 m die Goldmedaille gewann. Im Jahr darauf siegte sie bei den Juniorenafrikameisterschaften im heimischen Ibadan mit 6,25 m und 1999 nahm sie erstmals an den Afrikaspielen in Johannesburg teil und gewann auch dort mit einem Sprung auf 6,60 m die Goldmedaille. Nach mehreren Jahren ohne dokumentierte Wettkämpfe startete sie 2003 erneut bei den Afrikaspielen in Abuja und gewann dort mit 6,56 m die Silbermedaille hinter ihrer Landsfrau Esther Aghatise und belegte anschließend bei den Afro-Asiatischen Spielen in Hyderabad mit 6,14 m den sechsten Platz. 2004 bestritt sie bei den Nigerianischen Meisterschaften in Abuja ihren letzten Wettkampf, den sie mit 6,40 m für sich entscheiden konnte und beendete daraufhin im Alter von 26 Jahren ihre Karriere als Leichtathletin.
2004 wurde Umelo nigerianische Meisterin im Weitsprung.

## Persönliche Bestleistungen
- 100 Meter: 11,38 s (+1,7 m/s), 21. März 1997 in Benin City
- Weitsprung: 6,60 m (0,0 m/s), 31. Juli 1999 in Lagos